# Conquête du pays de Galles par Édouard Ier
Batailles
La conquête du pays de Galles par Édouard Ier, parfois appelée conquête édouardienne du pays de Galles pour la distinguer de l'invasion normande du pays de Galles (partielle et antérieure), a eu lieu entre 1277 et 1283. Elle s'est achevée par la défaite et l'annexion de la principauté du pays de Galles et des autres principautés galloises par Édouard Ier d'Angleterre. 
Au XIIIe siècle, le pays de Galles était divisé entre principautés galloises et territoires sous la domination des seigneurs anglo-normands des Marches. La principauté la plus puissante était le Gwynedd, dont les princes avaient établi leur autorité sur la majeure partie du pays de Galles, faisant des autres princes gallois leurs vassaux, et avaient pris le titre de princes de Galles. Bien qu'ils aient essayé à plusieurs reprises de s'emparer de ces territoires gallois indépendants, les rois d'Angleterre n'ont jamais réussi à établir pleinement leur autorité avant la guerre de conquête menée par Édouard Ier contre Llywelyn ap Gruffydd (dit aussi Llywelyn le Dernier).
Au cours de deux campagnes, menées respectivement en 1277 et 1282-1283, Édouard a réduit significativement le territoire de la principauté du pays de Galles avant de la conquérir totalement et de faire subir le même sort aux autres principautés galloises. La plupart des territoires conquis ont été érigés en fief royal et sont ensuite devenus l'apanage territorial de l'héritier au trône anglais, qui porte le titre de prince de Galles. Le reste des territoires a été divisé et octroyé par Édouard Ier à ses fidèles, devenus seigneurs des Marches. Bien que les terres galloises ne soient pas officiellement annexées par le royaume d'Angleterre avant l'Acte d'Union de 1536, la conquête d'Édouard Ier marque la fin du pays de Galles indépendant.

## Contexte
Après une succession d'invasions ayant commencé peu après leur conquête de l'Angleterre en 1066, les Normands s'étaient emparés de la majeure partie du pays de Galles et avaient établi des Marches quasi indépendantes sous suzeraineté de la Couronne anglaise. Cependant, des principautés galloises telles que le Gwynedd, le Powys et le Deheubarth avaient survécu et, à partir de la fin du XIe siècle, les Gallois avaient commencé à repousser les Normands. Durant le siècle suivant, la reconquête galloise connut des hauts et des bas et les rois anglais, surtout Henri II, songèrent plusieurs fois à conquérir les principautés galloises ou à leur imposer leur suzeraineté. Néanmoins, rien ne fut fait et, à la fin du XIIe siècle, les Marches n'occupaient plus que le sud et le sud-est du pays. 

La situation en 1267, après le traité de Montgomery. L'autorité de Llywelyn le Dernier s'étend sur les zones colorées en vert (son domaine propre), en violet (ses conquêtes) et en bleu (ses vassaux).

La principauté de Gwynedd était la puissance dominante au pays de Galles pendant la première moitié du XIIIe siècle, le Powys et le Deheubarth devenant des États vassaux. Les princes de Gwynedd portaient désormais le titre de prince de Galles. Cependant, les guerres contre l'Angleterre, en 1241 et 1245, suivies d'une querelle dynastique à propos de la succession au trône affaiblirent le Gwynedd et permirent à Henri III de s'emparer du Perfeddwlad (la partie orientale de la principauté). À partir de 1256, le Gwynedd regagna en force sous le règne de Llywelyn ap Gruffydd, reprit la guerre contre Henri III et récupéra le Perfeddwlad. Le traité de Montgomery, signé en 1267, rétablit la paix et, en échange de son hommage au roi anglais, Henri III reconnut à Llywelyn le titre de Prince de Galles et la possession du Perfeddwlad. Il y eut néanmoins par la suite d'autres conflits opposant Llywelyn et quelques seigneurs des Marches tels que Gilbert de Clare, Roger Mortimer et Humphrey de Bohun.

## La conquête

### Les causes immédiates
Henri III meurt en 1272 et son fils, Édouard Ier, lui succède. Alors que le manque de capacités d'Henri avait conduit à l'effondrement de l'autorité royale en Angleterre, Édouard se montre un roi énergique et puissant mais aussi un grand homme de guerre.
En 1274, la tension entre Llywelyn et Édouard s'accroît lorsque de Gruffydd ap Gwenwynwyn de Powys et le frère cadet de Llywelyn, Dafydd ap Gruffydd, rejoignent l'Angleterre et demandent la protection d'Édouard. En raison du soutien de ce dernier à ces rebelles et de conflit permanent avec les seigneurs des Marches, Llywelyn refuse de venir prêter hommage à Édouard à Chester, lorsque celui-ci le lui demande, en 1275. Édouard voit également comme une provocation le projet de mariage entre Llywelyn et Éléonore, la fille de Simon de Montfort, lequel avait été le chef de la révolte des barons anglais contre l'autorité royale sous le règne de Henri III. En novembre 1276, le roi d’Angleterre déclare la guerre au prince de Galles mais plutôt avec l'intention de soumettre un vassal indocile que d'entreprendre une guerre de conquête.

### L'invasion de 1277 et le traité d'Aberconwy

La situation en 1277, après le traité d'Aberconwy. Le domaine de Llywelyn est réduit à la zone colorée en vert, tandis que son frère Dafydd reçoit les zones colorées en bleu.

Au début de l'année 1277, avant que la principale armée royale ait été levée, Édouard déploie au sud et au centre du pays de Galles une force composite de mercenaires, de soldats des Marches et de chevaliers de la maison royale. Ceux-ci remportent un grand succès puisque plusieurs seigneurs gallois supportant mal la suzeraineté de Llywelyn font défection et se joignent aux Anglais. En juillet 1277, Édouard lance une expédition punitive au nord du pays de Galles à la tête de son armée de 15 500 hommes, parmi lesquels 9 000 sont des Gallois du sud du pays. De Chester, l'armée s'enfonce dans le Gwynedd, faisant halte à Flintand puis à Rhuddlan et à Deganwy, provoquant des dégâts importants sur son passage. Une flotte partie des Cinq-Ports permet un renfort naval. 
Llywelyn comprend vite que sa situation est sans espoir et se rend rapidement. La campagne ne débouche sur aucune bataille majeure. Édouard décide de négocier un accord plutôt que de poursuivre sa conquête. Ceci est peut-être dû à un manque d'hommes et de ravitaillement mais, en tout état de cause, la conquête totale du Gwynedd n'était pas son objectif. Après la signature du traité d'Aberconwy, en novembre 1277, Llywelyn ne conserve que la partie occidentale du Gwynedd bien qu'il conserve le titre de Prince de Galles. L'est du Gwynedd est divisé et partagé entre Édouard et Dafydd, le frère de Llywelyn.
Après la soumission et l'expropriation des familles régnantes, le Deheubarth, le Powys et le centre du pays de Galles deviennent un ensemble composite de terres relevant directement de la Couronne et de protectorats anglais. La victoire d’Édouard Ier est totale et amène en sa faveur une redistribution majeure du pouvoir et des terres au pays de Galles. Édouard dispose désormais d'un degré de contrôle sur les terres galloises dont aucun souverain anglais n'a réussi à bénéficier auparavant.

### La campagne de 1282-1283

La situation en 1284, après le statut de Rhuddlan. En vert et en bleu apparaissent les nouveaux comtés créés sur le modèle anglais.

La guerre éclate de nouveau en 1282, à la suite d'une révolte lancée par le frère de Llywelyn, Dafydd, qui est mécontent de ce qu'il a obtenu d'Édouard cinq ans plus tôt. Dafydd lance une série d'attaques en coordination avec les seigneurs gallois du Deheubarth et du nord du Powys, qui étaient les vassaux de Llywelyn jusqu'en 1277 et sont maintenant les vassaux d'Édouard. Llywelyn et les autres seigneurs gallois, y compris ceux du sud, se joignent à la révolte, qui prend vite un aspect bien différent de celui de la campagne de 1277. La révolte a une ampleur nationale et jouit d'un large soutien parmi les Gallois, excédés par les tentatives d'Édouard Ier de leur imposer la loi anglaise. Édouard lui-même ne voit désormais plus cette guerre comme une expédition punitive mais bien comme une conquête.
Les Anglais lancent une attaque en trois points, Édouard menant son armée à travers le nord du pays de Galles en suivant la même route qu'en 1277, Roger Mortimer s'occupant du centre du pays et Gilbert de Clare avançant vers le sud à la tête d'une importante armée. Les Gallois sont initialement victorieux. En juin 1282, Gilbert de Clare est défait lors de la bataille de Llandeilo Fawr. Édouard le remplace par Guillaume de Valence, comte de Pembroke, qui parvient à effectuer des raids dans tout le sud et jusqu'à Aberystwyth mais échoue à affronter directement l'armée galloise. Édouard doit faire face à un autre revers dans le centre du pays de Galles lorsque Roger Mortimer meurt en octobre. Le 6 novembre, alors que John Peckham, l'archevêque de Cantorbéry, conduit des négociations de paix, Luke de Tany, lieutenant d'Édouard à Anglesey, décide de lancer une attaque-surprise. Peu après que Luke de Tany et ses hommes ont traversé le pont construit pour rejoindre le continent, ils tombent dans une embuscade tendue par les Gallois et subissent de lourdes pertes à la bataille de Moel-y-don. 
Cependant, la guerre tourne en la faveur d'Édouard lorsque, contre toute attente, Llywelyn quitte le nord du pays de Galles pour marcher sur Builth, au centre du pays. Il tombe dans un piège et est tué à la bataille d'Orewin Bridge, le 11 décembre 1282. Prenant avantage de cet événement inattendu, Édouard lève une nouvelle armée et marche à travers Snowdonia en janvier 1283. Il s'empare du château de Dolwyddelan (en), en plein cœur de la poche de résistance galloise. Au même moment, au sud, Guillaume de Valence part de Cardigan et s'avance à travers le Meirionnydd. La combinaison de la pression exercée par Guillaume de Valence au sud et de l'avance de l'armée royale au nord vient à bout des Gallois. La conquête du Gwynedd est achevée en juin 1283 par la capture de Dafydd, qui avait succédé à son frère en décembre. Dafydd est emmené à Shrewsbury et exécuté en tant que traître l'automne suivant.